# Termiti (sastav)
Termiti su bili riječki punk sastav koji su obilježili riječku glazbenu scenu i općenito glazbenu kulturu krajem 1970-ih i prvu polovicu 1980-ih godina. 

## Povijest sastava
Godine 1978. počeli su s radom nakon Parafa i ostali riječki punk sastavi poput Termita, Protesta, Loma i Zadnjih. Prvi nastup Termita održan je u riječkom klubu "Modra", 23. listopada 1978. godine.
U Kristalnoj dvorani opatijskog hotela Kvarner, 21. studenog 1979. godine održan je legendarni nastup Parafa i Termita na kojem je pjevač Termita Kralj stavio WC školjku na glavu, a poletjelo je i perje u izdašnim količinama, kasnije taj scenski motiv Mrle prenosi u sastavni dio nastupa sastava Let 3. 

#### Članovi sastava
- Predrag Kraljević, Kralj (vokali)
- Robert Tičić (gitara)
- Berislav Dumenčić (bubanj)
- Damir Martinović, Mrle (bas-gitara)
- Josip Krošnjak Pepi (klavijature)

## Diskografija
- Novi punk val 70-80, kompilacija (RTVLJ, 1980.)
- Vjeran pas, album (Dallas 1996.)